# Балгенжиев, Зинел
Зинел Балгенжиев (каз. Зинел Балгенжиев; 1931 год, Гурьевская область — 2005 год) — нефтяник, бурильщик Южно-Эмбинской нефтеразведочной экспедиции управления «Казнефтегазразведка» Министерства геологии СССР, Гурьевская область, Казахская ССР. Герой Социалистического Труда (1977).

## Биография
С 1948 по 1950 год работал помощником бурильщика, бурильщиком на газонефтяном месторождении «Кульсары». С 1954 по 1956 год служил в Советской Армии.
С 1956 по 1991 год трудился бурильщиком в экспедиции глубокого бурения в отделе по разведке нефти и газа нефтеразведочной экспедиции управления «Казнефтегазразведка». В 1977 году удостоен звания Героя Социалистического Труда.
В 1979 году окончил Гурьевский политехнический техникум.
Умер в 2005 году.
Награды
- Герой Социалистического Труда — указом Президиума Верховного Совета СССР 12 мая 1977 года
- Орден Ленина
- Орден Трудового Красного Знамени